# Ханен, Сесил ван
Сесил ван Ханен (рус. дорев. ван Гаанен; ван Хаанен; нидерл. Cecil van Haanen; 3 ноября 1844, Вена — 24 сентября 1914, Вена) — австрийский художник голландского происхождения. 

## Биография
Родился в 1844 году в Вене в семье художника-голландца Ремигиуса Адриануса Ханена (1812—1894) и его супруги Эмилии Майер фон Альсо-Русбах, уроженки Австрии. Выходец из художественной династии Ханен: внук художника Каспариса Ханена (1778–1849), племянник художников  Георга Гиллиса (1807—1879) и Адрианы Йоханны Ханен (1814—1895).
Первым учителем Сесила был отец. Затем он продолжил образование в Венской академии художеств под руководством Иогана Гейгера (который также учил и его отца), а затем (в 1863—1865 годах) — в Академии художеств Карлсруэ под руководством Иоганна Вильгельма Ширмера.
В дальнейшем работал в Антверпене, Венеции, Лондоне и снова в Вене, где скончался в 1914 году.
Сесил ван Ханен был коммерчески ориентированным жанровым салонным живописцем. Он создавал, в основном, жанровые сцены, изобиловавшие изображениями хорошеньких девушек; а также так называемые «женские головки» — портреты красавиц «из народа», популярные в то время. В отличие от классического портрета, в случае с портретами этого типа художник сам находил натурщиц и платил им за позирование, а затем продавал портреты без указания имени богатым ценителям женской красоты.

## Галерея
- Утренний кофе в Венеции.
- Девушки, играющие с обезьянкой.
- Ремонт обуви.
- Венецианская красавица.
- Девочка-венецианка.
- Венецианская девушка в профиль.
- Юная девушка.
- Портрет Виктории Штайгер. Галерея Бельведер, дворец Бельведер, Вена.
- Автопортрет. Центральный музей Утрехта, Нидерланды.